# 시티오브선덜랜드

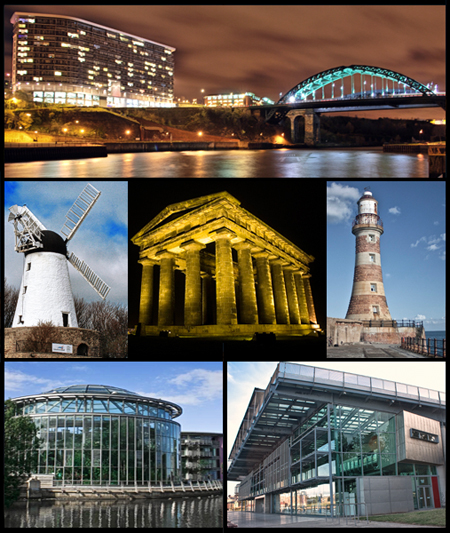
시티오브선덜랜드

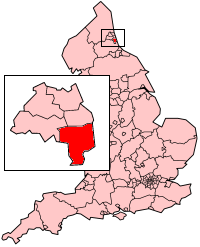
시티오브선덜랜드의 위치

시티오브선덜랜드(영어: City of Sunderland)는 잉글랜드 타인 위어주의 도시로 중심 도시는 선덜랜드이며 면적은 137km2, 인구는 275,300명(2011년 기준), 인구 밀도는 2,003명/km2이다.

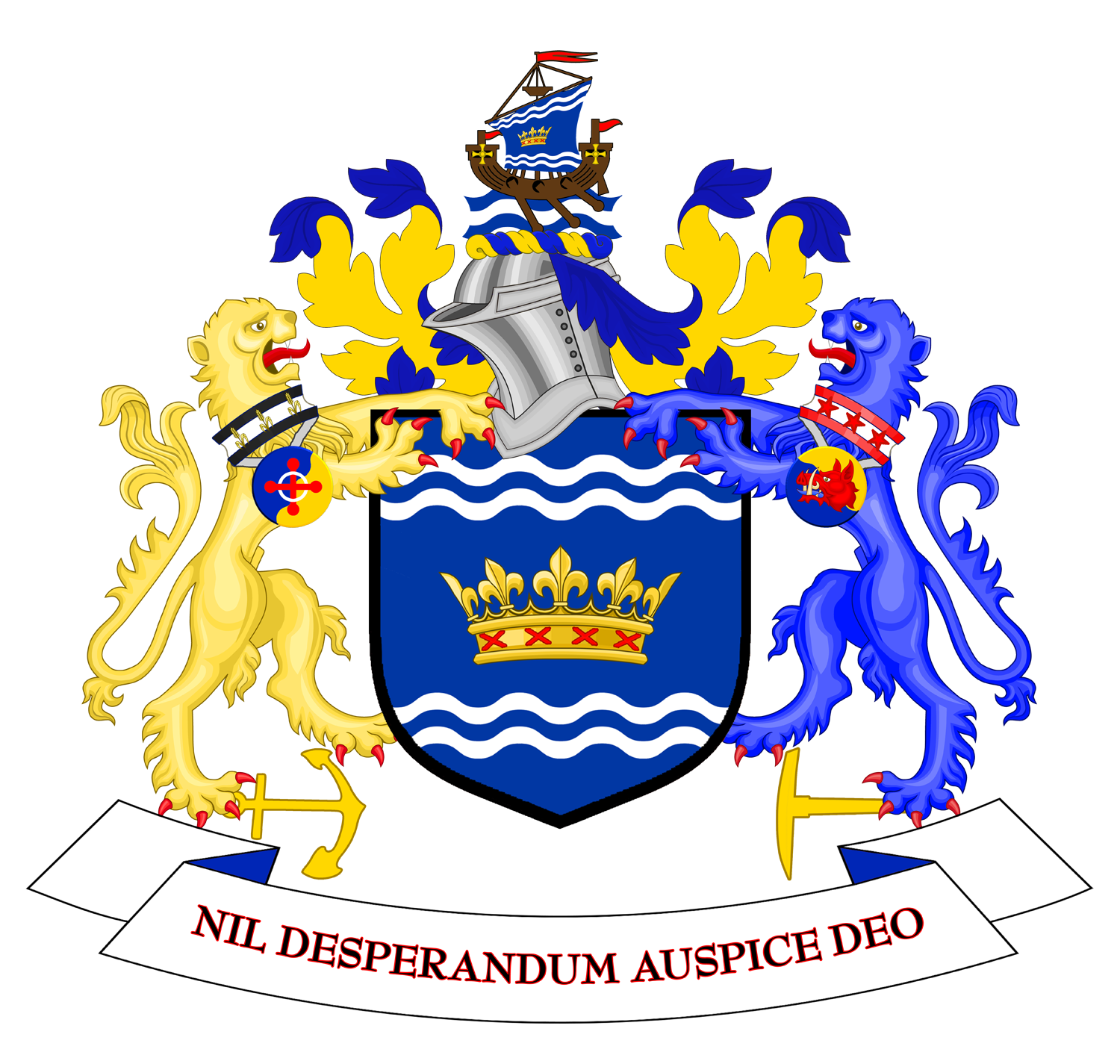
시 문장

## 같이 보기
- 선덜랜드 (동음이의)